# Hemeroscopio
Hemeroscopio o Dianio (en griego antiguo: Ἡμεροσκόπειον, romanizado: Hēmeroskópeion o Διάνιον, Diánion; en latín: Dianium) fue una fundación de los griegos de Masalia (ahora Marsella) situada entre el Júcar y Cartagena. Se identifica con la actual Denia (Alicante), pese a la ausencia de restos arqueológicos concluyentes.

## Toponimia
El término hēmeroskópeion significa en griego «torre vigía» u «observatorio diurno», por lo que se cree que su principal función era controlar el paso de los cardúmenes de atún en las migraciones anuales y servir de centro de las operaciones pesqueras. Durante gran parte del siglo XX se especuló que el término Dianio derivaba de un asentamiento ibérico denominado Diniu, atestiguado por unos hallazgos monetarios. Sin embargo, éste ha resultado ser una mala lectura de Tabaniu, ceca ibérica del valle medio del Ebro, por lo que en la actualidad se toma como cierta la teoría tradicional que lo deriva de Diana, diosa romana identificada con Artemisa.

## Historia
Se trataba de un emporio comercial y pesquero, en el que destacaba el santuario de Ártemis Efesia, de tradición massaliota. Estrabón cuenta lo siguiente sobre el enclave:

Μεταξὺ μὲν οὖν τοῦ Σούκρωνος καὶ τῆς Καρχηδόνος τρία πολίχνια Μασσαλιωτῶν ἔστιν οὐ πολὺ ἄπωθεν τοῦ ποταμοῦ· τούτων δ᾽ ἐστὶ γνωριμώτατον τὸ Ἡμεροσκοπεῖον ἔχον ἐπὶ τῇ ἄκρᾳ τῆς Ἐφεσίας Ἀρτέμιδος ἱερὸν σφόδρα τιμώμενον͵ ᾧ ἐχρήσατο Σερτώριος ὁρμητηρίῳ κατὰ θάλατταν· ἐρυμνὸν γάρ ἐστι καὶ λῃστρικόν͵ κάτοπτον δὲ ἐκ πολλοῦ τοῖς προσπλέουσι͵ καλεῖται δὲ [καὶ] Διάνιον͵ οἷον Ἀρτεμίσιον͵ ἔχον σιδηρεῖα εὐφυῆ πλησίον καὶ νησίδια Πλανησίαν καὶ Πλουμβαρίαν καὶ λιμνοθάλατταν ὑπερκειμένην͵ ἔχουσαν ἐν κύκλῳ σταδίους τετρακοσίους.
Así pues, entre el Sucro y Cartago Nova hay tres establecimientos de los masaliotas no muy lejos del río. El más conocido de estos es Hemeroscopio, que tiene sobre el promontorio un santuario muy venerado de la Ártemis efesia y que Sertorio utilizó como base de operaciones marítimas, pues está muy bien fortificado y es propio de piratas, visible desde muy lejos para los que se aproximan por mar; se llama [también] Dianio, que es igual que Artemisio; tiene cerca unas prósperas minas de hierro e islotes, Planesia y Plumbaria, y un lago salado hacia el interior que tiene de perímetro cuatrocientos estadios.
Libro III (4, 6) de la Geografía de Estrabón. 

Principales asentamientos griegos en el Mediterráneo a finales del Período Arcaico.

La ciudad ya debía existir alrededor del siglo I a. C., a juzgar por las menciones de Estrabón y Cicerón de que fue usada en las guerras civiles como base militar por Quinto Sertorio. Aunque no se pueda determinar la fecha de fundación de la ciudad romana, se cree que el asentamiento posiblemente sea heredero de los establecimientos ibéricos de la Punta de Benimaquia o del Pic de l’Àguila.
En el siglo I tenía el estatuto jurídico de civitas stipendiaria, lo que significaba que debía pagar tributo y estaba sujeta al poder del gobernador de la provincia, en este caso la Hispania Citerior. Las inscripciones halladas en el área de la antigua ciudad mencionan a varios decuriones como cargos municipales, por lo que deben referirse a un momento posterior a la época de la dinastía Flavia (finales del siglo I), en que se unifican los municipios. Se sabe también que en la misma época existió un colegio de sevires augustales, organización de libertos dedicada al culto imperial.
Los hallazgos funerarios atestiguan que la ciudad seguía en activo durante el siglo III y principios del IV, y probablemente fue una de las ciudades bajo dominio bizantino alrededor del siglo VI. A partir del 636, en el V Concilio de Toledo, comienzan a figurar sus obispos, lo que indica que o bien se creó entonces la sede, o bien existía anteriormente, pero se trata del primer sínodo diocesano reunido después de pasar la ciudad al reino visigodo. En ese primer sínodo firma el obispo Antonio por medio de procurador. Los siguientes obispos conocidos son Maurelo, Félix y Marciano, ya inmediatos a la conquista musulmana.